# Sceloporus serrifer
Espèce
Synonymes
- Sceloporus prezygus Smith, 1942

Statut de conservation UICN

 LC  : Préoccupation mineure
Sceloporus serrifer est une espèce de sauriens de la famille des Phrynosomatidae.

## Répartition
Cette espèce se rencontre :
- aux États-Unis dans le Texas ;
- au Mexique dans le Tamaulipas, dans le Nuevo León, dans le Chiapas, dans le Querétaro, dans l'est du San Luis Potosí et dans le Yucatán ;
- au Guatemala ;
- au Belize.

## Description
Ce sont des animaux diurnes qui possèdent un collier formé d'une bande noire et d'une bande blanche caractéristique.

## Liste des sous-espèces
Selon The Reptile Database (16 décembre 2013) :
- Sceloporus serrifer prezygus Smith, 1942
- Sceloporus serrifer serrifer Cope, 1866

Sceloporus serrifer cyanogenys a été élevée au rang d'espèce et Sceloporus serrifer plioporus a été synonymisé avec Sceloporus cyanogenys par Martínez-Méndez & Méndez-De la Cruz en 2007.

## Publications originales
- Cope, 1866 : Fourth contribution lo the herpetology of tropical America. Proceedings of the Academy of Natural Sciences of Philadelphia, vol. 18, p. 123-132 (texte intégral).
- Smith, 1942 : Mexican herpetological miscellany. Proceedings of the United States National Museum, vol. 92, p. 349-395 (texte intégral).